# Irineo Leguisamo
 (décembre 2013).
Si vous disposez d'ouvrages ou d'articles de référence ou si vous connaissez des sites web de qualité traitant du thème abordé ici, merci de compléter l'article en donnant les références utiles à sa vérifiabilité et en les liant à la section « Notes et références ».

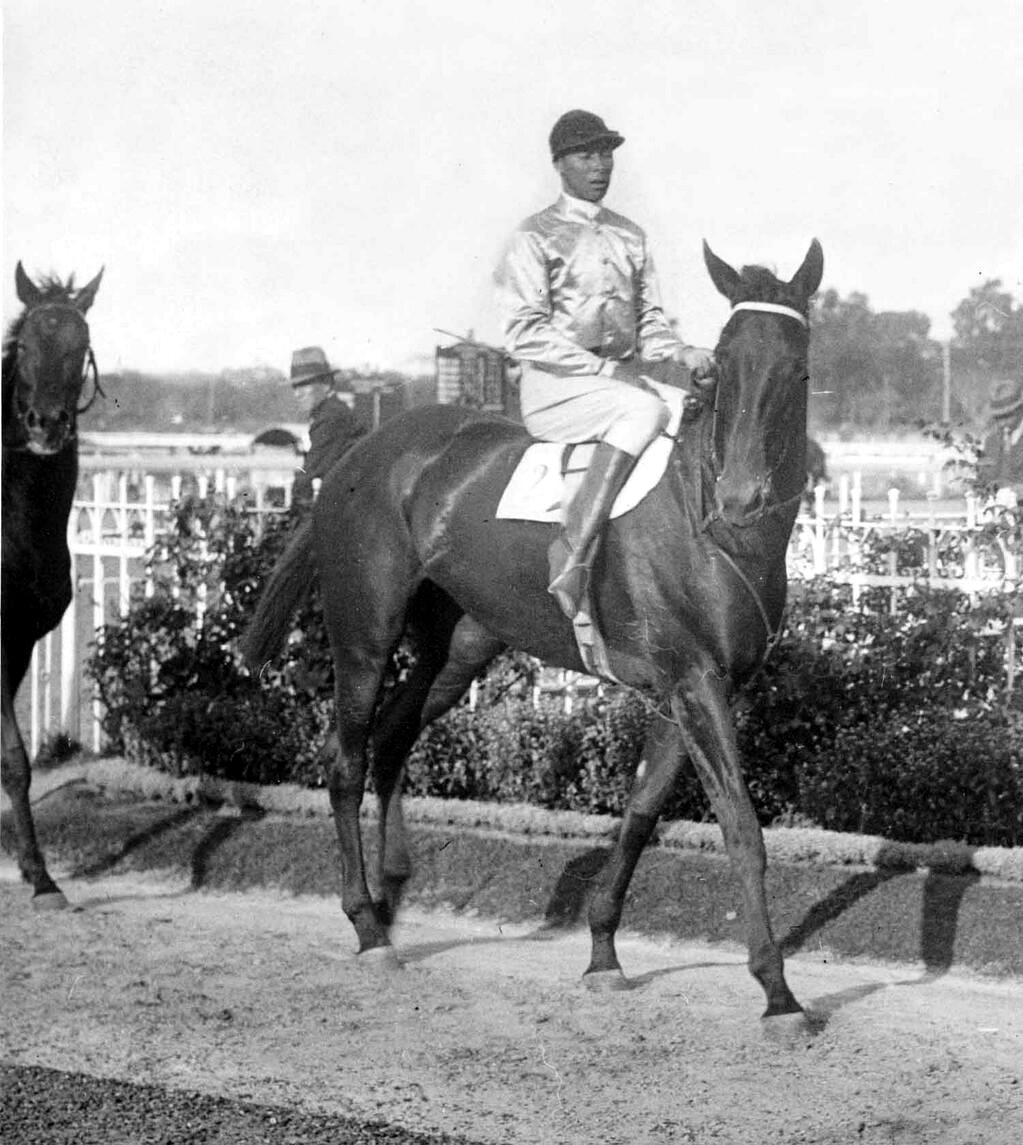
En Argentine, en 1930.

Irineo Leguisamo (Salto, Uruguay, 20 octobre 1903 - Buenos Aires, Argentine, 2 décembre 1985) est un jockey uruguayen ayant pratiqué pendant 57 ans sur les hippodromes d'Argentine et d'Uruguay, et qui est considéré comme le jockey le plus important d'Amérique du Sud du XXe siècle.
Ayant perdu son père à seulement 9 ans, il s'engage aux travaux agricoles. À l'âge de 10 ans, il commence à prendre part à des courses hippiques. À l'âge de 13 ans, il remporte sa première course dans l'hippodrome de sa ville natale, Salto. D'autres victoires lui permettent alors de rivaliser dans le plus grand hippodrome uruguayen (l'hippodrome de Maronas), mais la démission de son entraîneur l'amènent à partir exercer à Uruguaiana, au Brésil. Il rentre à Maronas en 1919, puis part en 1922 pour Buenos Aires où il exercera pendant plus d'un demi-siècle.
En Argentine, il débute à l'Hippodrome de Palermo le 15 août 1922, et cinq jours plus tard il remporte sa première course dans ce pays, avec le cheval Caid de l'écurie Atahualpa. Il a remporté le Gran Premio Carlos Pellegrini, la principale épreuve d'Argentine, à dix reprises.
Il est considéré comme le meilleur jockey sud-américain, toutes époques confondues. En 1944, il réalise sa meilleure saison en remportant 144 courses. Il prend sa retraite en 1974, à 70 ans, et avec 3 500 victoires à son actif.
Il a été honoré dans plusieurs chansons, dont la plus célèbre est le tango Leguisamo solo!, chanté par son ami intime Carlos Gardel.